# Mithlond
Mithlond (Nederlands: Grijze Havens) (Engels: Grey Havens) is een fictieve plek in J.R.R. Tolkiens Midden-aarde, beschreven in In de ban van de ring.

## Tweede Era
De havens liggen aan de golf van Lhûn, in Lindon in het noordwesten van Midden-aarde. De havens werden aan het begin van de Tweede Era gebouwd door de Falathrim onder Círdan. Tijdens de Tweede Era waren de havens een belangrijk steunpunt voor het koninkrijk Lindon onder Gil-galad tijdens de oorlogen tegen Sauron. Númenor ondersteunde Gil-galad mede vanuit de havens. In de Tweede Era kwam ook Glorfindel naar Midden-aarde via de havens.
De havens werden lange tijd mede in stand gehouden met behulp van Narya, een van de Drie Ringen.
Tijdens de Tweede Era voeren ook elfen via de havens terug naar Valinor.

## Derde Era
Tijdens de Derde Era bleven de havens een steunpunt in de strijd tegen Sauron. Ditmaal voornamelijk tijdens de oorlogen van Arnor tegen Angmar. Gondor ondersteunde Círdan en Elrond mede vanuit de havens. In de Derde Era kwamen de Istari naar Midden-aarde via de havens.
Tijdens de Derde Era voeren ook elfen via de havens terug naar Valinor.

## Vierde Era
Tijdens de Vierde Era voeren ook elfen via de havens terug naar Valinor.
De Ringdragers Frodo en Bilbo Balings gingen ook aan boord van een schip in Mithlond. Volgens de overlevering was Círdan de laatste elf die vanaf deze plek Midden-aarde verliet.